# Sanford Robinson Gifford
Sanford Robinson Gifford (Greenfield, 10 de julho de 1823 – Nova York, 29 de agosto de 1880) foi um pintor de paisagens norte-americano e um dos principais membros da segunda geração de artistas da Hudson River School. Um praticante altamente considerado do Luminismo, seu trabalho foi conhecido por sua ênfase na luz e efeitos atmosféricos suaves.

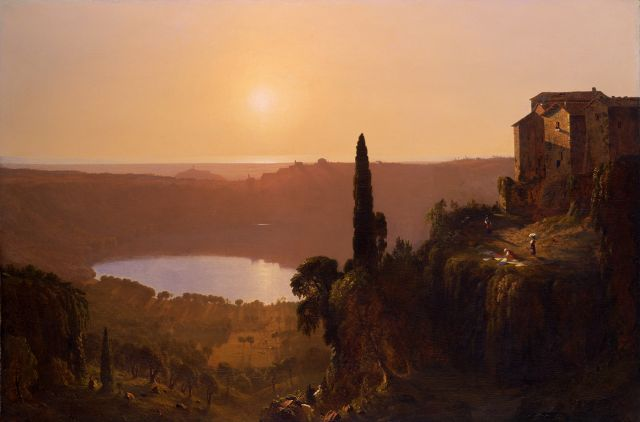
Lake Nemi (1856-1857), Museu de Arte de Toledo

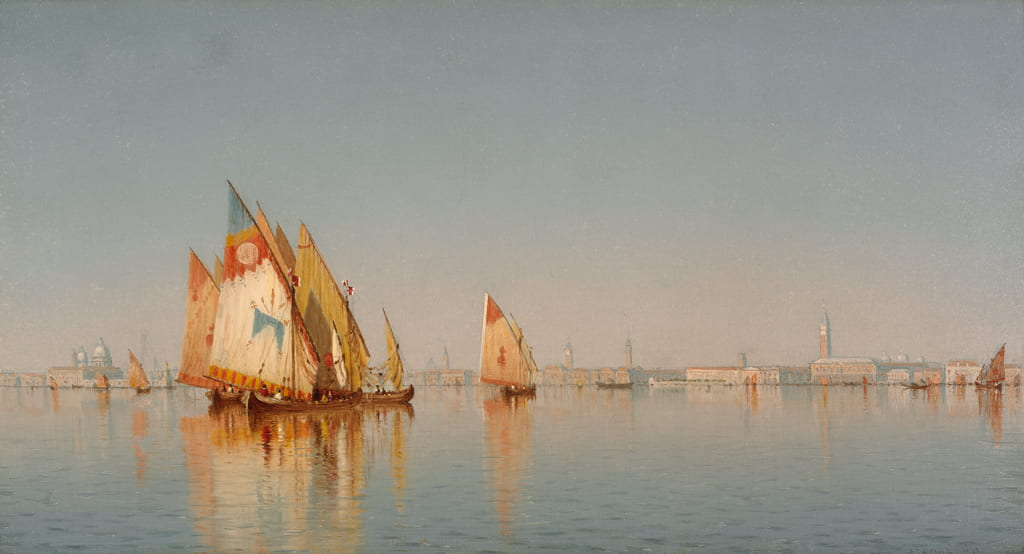
Venetian Sails, A Study (1873), Washington University Museum of Art, St. Louis

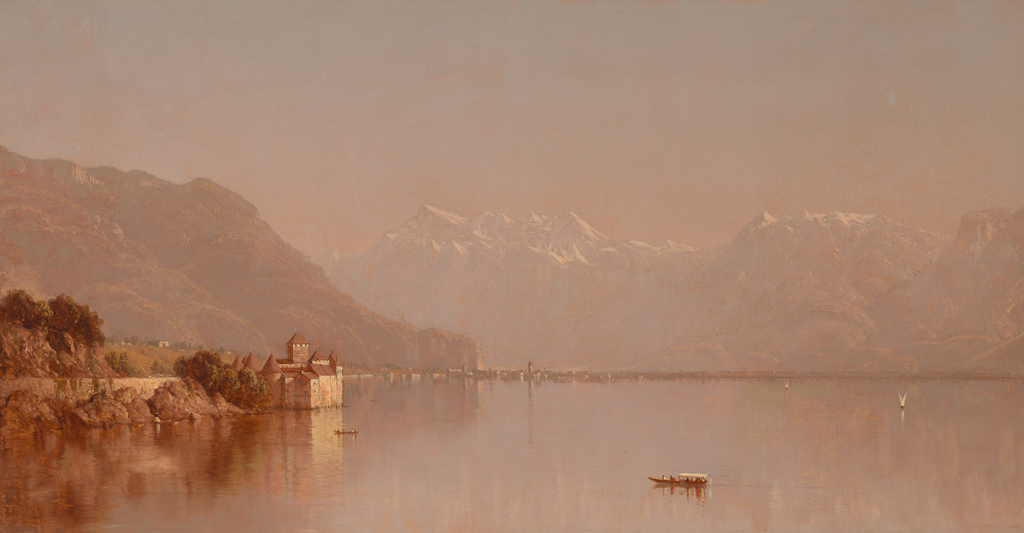
Lake Geneva (1875), Rhode Island School of Design Museum

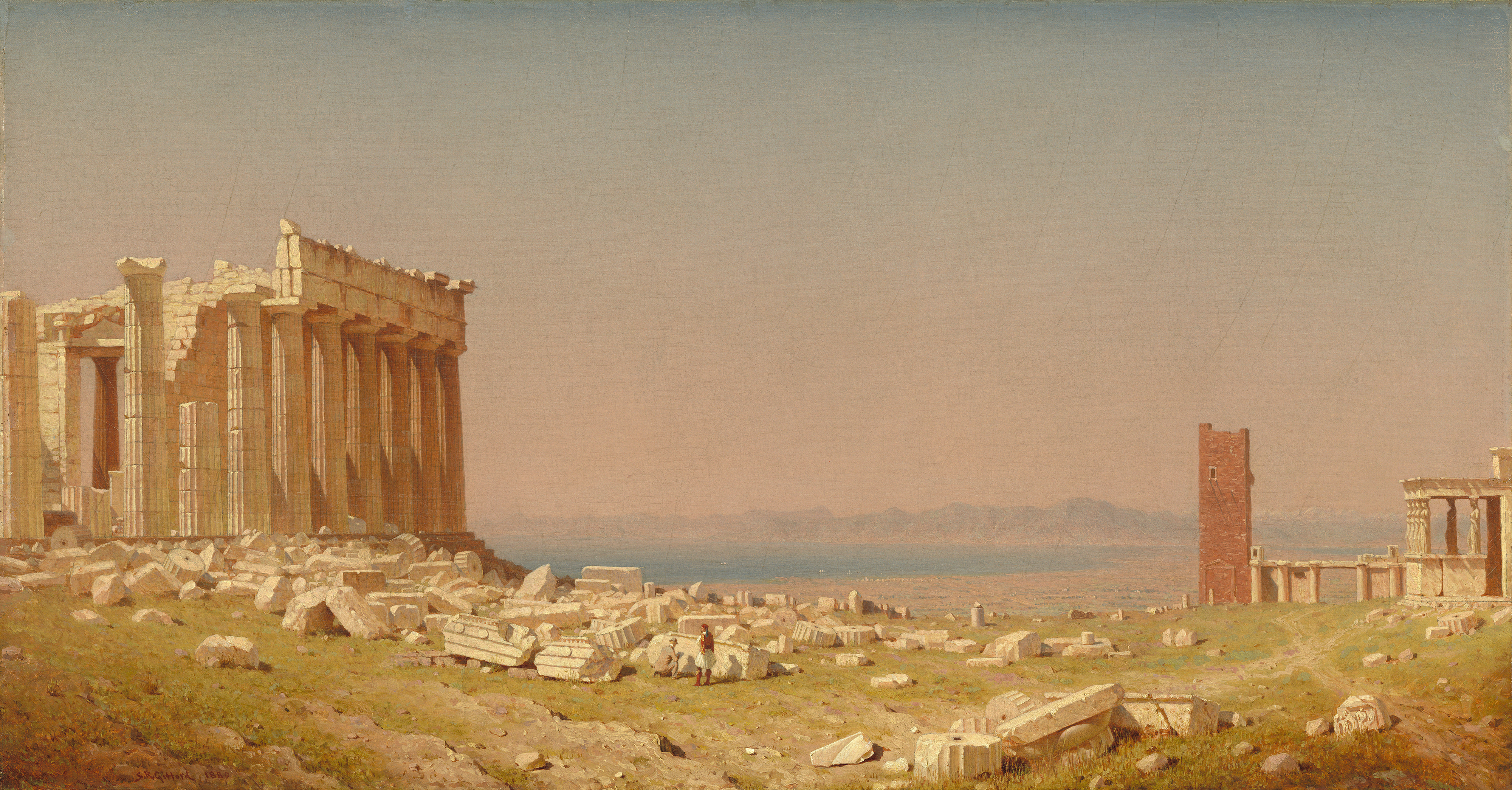
Ruins of the Parthenon (1880), National Gallery of Art

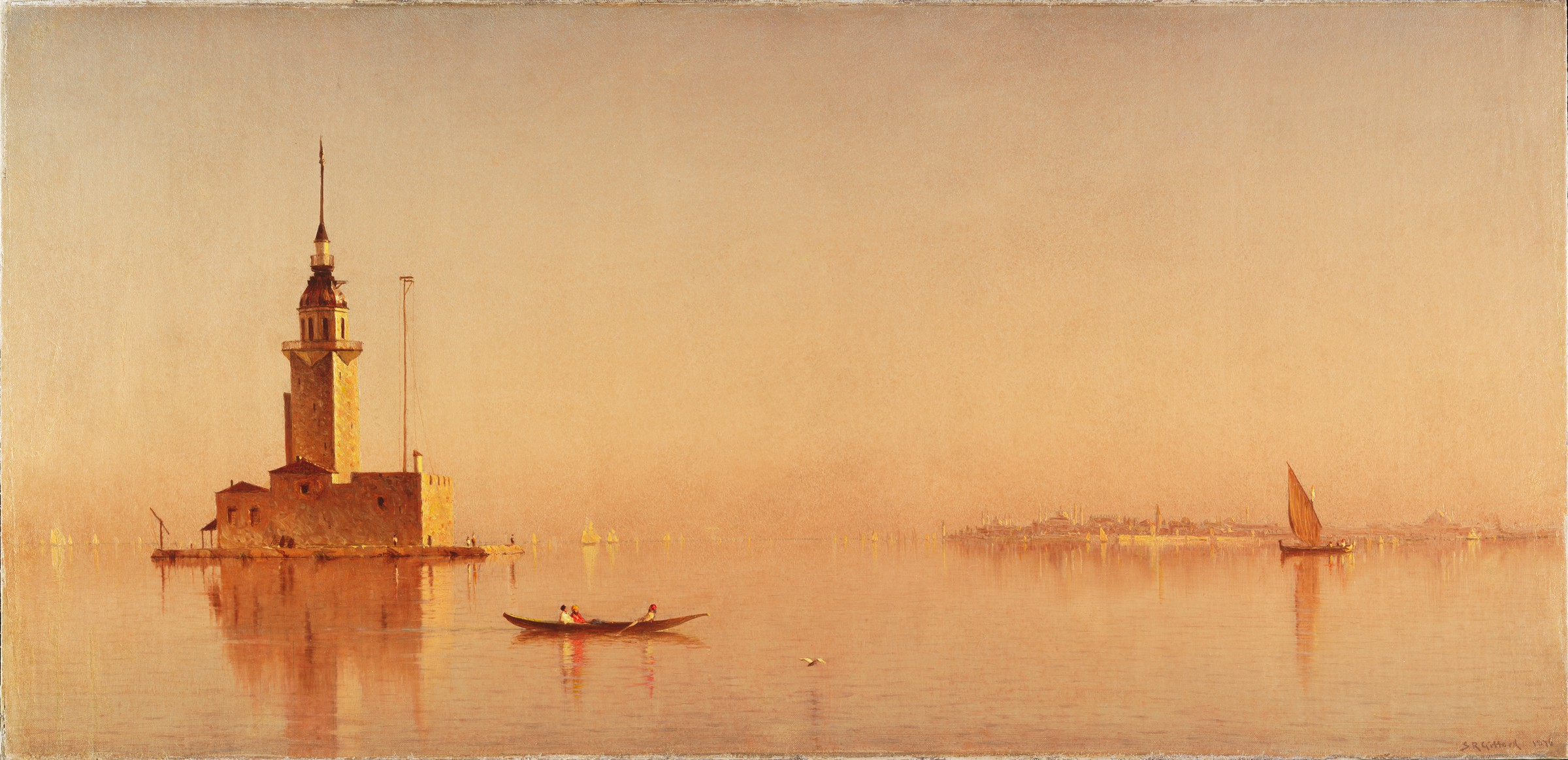
Leander's Tower on the Bosphorus (1876), Fogg Museum, Harvard University

## Carreira
Filho de um empresário dono de uma fundição, Gifford nasceu em Greenfield, Nova York.  Ele passou a infância em Hudson e estudou na Brown University em 1842. Dois anos depois, ele deixou a universidade para estudar pintura em Nova York. Aprendeu desenho, perspectiva e anatomia sob a direção do inglês John R. Smith , aquarelista e mestre em desenho. Ele também estudou a figura humana na aula de anatomia do Crosby Street Medical College e teve aulas na National Academy of Design. A partir de 1847 sentiu-se suficientemente preparado para expor a sua primeira paisagem na Academia Nacional que em 1851aceitou-o como associado, para o declarar académico em 1854. A partir daí Gifford dedicou-se inteiramente à pintura de paisagem, tornando-se um dos melhores e mais prestigiados artistas da Hudson River School.
Ele viajou extensivamente, inicialmente na Europa (especialmente na Itália) de 1855 a 1857, na companhia de Albert Bierstadt e Worthington Whittredge, para estudar a arte européia e fazer anotações para futuras pinturas. Posteriormente mudou-se para o interior dos Estados Unidos , Vermont, litoral de Nova Jersey e região das Montanhas Rochosas (Oeste em geral). Finalmente de volta à Europa e Oriente Médio, até o Egito, acompanhado por Jervis McEntee (outro pintor da Hudson River School) e sua esposa.
Voltando da viagem, em seu estúdio na cidade de Nova York, ele pintou muitas das paisagens mais significativas que havia anotado e que havia descrito em suas viagens de um país a outro.
Em 29 de agosto de 1880, Gifford morreu na cidade de Nova York, após ser diagnosticado com malária. Naquele outono, o Metropolitan Museum of Art organizou uma exposição memorial de 160 de suas obras.

### Método
O método do Sr. Gifford é o seguinte: quando ele vê algo que o impressiona vividamente e que, portanto, deseja reproduzir, ele faz um pequeno esboço a lápis em um cartão do tamanho de um cartão de visita comum. Ele leva, digamos, meio minuto para fazê-lo; há a ideia da imagem futura fixada com tanta firmeza, se não tão completa, quanto a própria obra concluída. Enquanto viaja, ele pode, dessa forma, acumular um bom estoque de material para uso futuro. O próximo passo é fazer um esboço maior, desta vez a óleo, onde o que já foi feito em preto e branco é repetido em cores. A esse esboço, que tem cerca de doze polegadas por oito, ele dedica uma ou duas horas. Serve ao propósito de definir para ele exatamente o que ele quer fazer. Ele experimenta com isso; coloca ou deixa de fora, conforme ele descobre que pode aumentar ou aperfeiçoar sua ideia.
Ele agora está pronto para pintar o quadro em si. Quando chega o dia, ele começa a trabalhar logo após o nascer do sol e continua até pouco antes do pôr do sol. Dez, onze, doze horas consecutivas, conforme a estação do ano, são ocupadas no primeiro grande esforço de colocar a cena na tela. Ele se sente fresco e ansioso. A porta de seu estúdio está trancada. Nada é permitido interrompê-lo.

Quando o longo dia termina e a imagem é produzida, o trabalho de crítica, de correção, de conclusão está pronto. O Sr. Gifford faz esse trabalho lentamente. Ele gosta de manter sua foto em seu estúdio o maior tempo possível. Às vezes, ele não toca na tela por meses depois que suas primeiras críticas foram executadas. Então, de repente, ele vê algo que o ajudará. Lembro-me de ouvi-lo dizer um dia, em seu estúdio: "Achei que aquele filme já tivesse sido feito meia dúzia de vezes. Certamente poderia ter sido considerado concluído há seis meses. Trabalhei nele o dia todo ontem". Mas uma limitação deve ser observada aqui. O Sr. Gifford não faz experiências com suas pinturas. Ele não faz uma mudança em um deles, a menos que saiba exatamente o que deseja fazer. Quando o Sr. Gifford termina, ele para. E ele sabe quando está pronto. Ainda, por outro lado, ele prefere correr o risco de destruir uma imagem do que sentir a menor dúvida sobre qualquer parte dela. O momento de seu maior prazer não é quando seu trabalho é concluído satisfatoriamente, mas quando, muito antes, ele sente que terá sucesso com ele.
Gifford costumava revisitar uma imagem mais tarde, às vezes anos depois, pintando uma variação baseada em seus esboços e inspiração própria, ou nos desejos de um patrono.
Trinta e seis pinturas de Veneza, baseadas em seus desenhos e estudos da cidade de 1869, foram listadas no catálogo memorial de 1881 das obras de Gifford. Ele pintou obras venezianas adicionais, de acordo com o biógrafo Ila Weiss. Em 1875, ele escreveu a um amigo: "Pintei tantos quadros venezianos durante os últimos cinco anos que ultimamente me recusei a pintá-los quando solicitados. Não se pode ficar em Veneza para sempre, assim como não se pode coma perdiz todos os dias". Na mesma carta, ele escreveu sobre suas taxas de comissão: "O preço de tal imagem do tamanho de [Barcos de pesca entrando no porto de] Brindisi é $ 1600 sem a moldura. Esse é o preço que recebi pelo Brindisi, [Lago]Genebra e [Monte] Renier - Baía de Tacoma].